# Leucochrysa zayasi
Leucochrysa zayasi är en insektsart som först beskrevs av Alayo 1968.  Leucochrysa zayasi ingår i släktet Leucochrysa och familjen guldögonsländor. Inga underarter finns listade i Catalogue of Life.